# Danckwerth & Sohn
Danckwerth & Sohn, eigentlich C. Danckwerth & Sohn genannt, firmierte ein Hof-Uhrmacher im 19. Jahrhundert in Hannover.

## Geschichte
In der Frühphase der Industrialisierung im Königreich Hannover verzeichnete das Adreßbuch der königlichen Haupt- und Residenzstadt Hannover für das Jahr 1850 den Uhrmacher Christian Danckwerth mit Sitz im Hause „Ernst-Auguststr. 1“. Dasselbe Adressbuch der Residenzstadt verzeichnete seinerzeit nur einen weiteren Träger des Namens Danckwerth, nämlich Dorothea, Witwe des Steuereinnehmers, mit Wohnsitz in der Warmbüchenstraße 9.
Im Folgejahr 1851 hatte der Uhrmacher seinen Sitz in das Haus Burgstraße 10 verlegt. Nachdem Ludwig Danckwerth bereits von 1849 bis 1852 die die Polytechnische Schule zu Hannover
besucht hatte, bevor er als Student der Mathematik und Naturwissenschaften an die Georg-August-Universität Göttingen ging, besuchte der „Uhrmacher-Gehülfe“ Adolf Danckwerth von 1852 bis 1853 die hannoversche Bildungseinrichtung, bevor dieser nach Braunschweig ging.
Bald darauf später berichtete die in Wien erscheinende Friedenszeitung Anfang Dezember 1853 von einem Vortrag im Gewerbeverein für das Königreich Hannover durch den Professor Moritz Rühlmann. Demnach hatte Danckwerth einen in der Westentasche aufrecht zu tragenden Pedometer oder Schrittzähler konstruiert, mit dem mehrere Offiziere des Königlichen Generalstabes Versuche anstellten. Diese hatten „äußerst befriedigende Resultate“ ergeben, so dass mit einer allgemeinen Einführung „Danckwerth’schen Petometers“ gerechnet wurde. Bereits das Adressbuch für das Folgejahr 1854 verzeichnete Danckwerth nun erstmals als Hofuhrmacher.
Ebenfalls 1854 war nun C. Danckwerth & Sohn Teilnehmer bei der Ersten Allgemeinen Deutschen Industrieausstellung in München und erhielt für den dort gezeigten Pedometer durch die Beurteilungs-Kommission eine lobende Erwähnung „wegen zweckmäßiger Construktion und schöner Arbeit.“ Neben der Teilnehmer-Nummer 2803 für C. Danckwerth & Sohn, die gleich zwei Pedometer sowie zwei elektrische Induktions-Maschinen ausstellten, zeigte der hannoversche Uhrmacher Louis Danckwerth mit der unmittelbar folgenden Teilnehmernummer 2804 eine „Elektro-magnetische Triebmaschine“. Über die dann „patentirte electro-electrische Inductionsmaschine“, als von „Danckwerth & Sohn“ bezeichnet, die physiologischen und therapeutischen Wirkungen der Maschine und deren Anwendung in der praktischen Medizin, hatte der Militärarzt Hermann Klencke schon 1853 eine in Leipzig erschienene eigenständige Schrift verfasst „mit einer Abbildung des Apparates“.
Von 1855 auf 1856 hatte Christian Danckwerth seinen Sitz in das Haus Leinstraße 22 verlegt. Den Titel als Hof-Uhrmacher teilte er sich laut dem Hannoverscher Staatskalender auf das Jahr 1857 noch mit „W. Bofenschen“, der Witwe Kloberg und „F. C. Dehnhard“.
1862 betrieb er sein Geschäft in der Georgstraße 17, während er sich privat in der Sophienstraße 4 im 3. Stockwerk eingerichtet hatte. 1866 firmierte er als Hof-Uhr- und Chronometermacher in der Georgstraße 18. Im selben Jahr bot nun auch die D. A. Danckwerth Fournituren- und Uhrenhandlung en gros ihr Produkt-Portfolio in der Bahnhofstraße 14 an. Ein halbes Jahrhundert später wurde zur Zeit des Deutschen Kaiserreichs und mitten im Ersten Weltkrieg laut der Deutschen Uhrmacher-Zeitung dem Oberleutnant und Bataillonsführer Danckwerth, Sohn des Inhabers der in Hannover agierenden Uhrengroßhandlung Dietrich Danckwerth, das Eiserne Kreuz I. Klasse verliehen.